# Indre occipitale kam
Indre occipitale kam eller Crista occipitalis interna er den nedre del af eminentia cruciformis på nakkebenet. Den forgrener sig nær foramen magnum og har hæftepunkt for falx cerebelli. På hæftning for denne falx, er den occipitale sinus, som nogle gange er duplikeret. 